# Tasiocera triton
Tasiocera triton är en tvåvingeart som beskrevs av Alexander 1925. Tasiocera triton ingår i släktet Tasiocera och familjen småharkrankar. Inga underarter finns listade i Catalogue of Life.